# Zofia Anna Starck
 Zofia Anna Starck (ur. 5 stycznia 1929 w Warszawie zm. 1 lipca 2023) – polska profesor nauk biologicznych w zakresie fizjologii roślin, autorka licznych podręczników, nauczyciel akademicki

## Życiorys naukowy
Studia wyższe ukończyła na Wydziale Ogrodniczym SGGW w Warszawie z dyplomem magistra (1951). Stopnie naukowe otrzymała na tej samej Uczelni: doktor (1960), doktor habilitowany (1966). Tytuł profesora nadzwyczajnego (1974), profesora zwyczajnego (1988).   
Bezpośrednio po studiach została zatrudniona w Katedrze Fizjologii Roślin SGGW kolejno na stanowiskach: asystenta (1951–1953), starszego asystenta (1953–1958), adiunkta (1958–1967), docenta (1967–1974) i profesora (1974–1999). Po przejściu na emeryturę w jesieni 1999 nadal aktywnie uczestniczyła w życiu naukowym, pisząc artykuły przeglądowe, rozdziały w podręcznikach akademickich i monografiach oraz prowadząc wykłady z fizjologii roślin dla studentów Międzywydziałowego Studium Biotechnologii. Wypromowała 7 doktorów i ponad 20 magistrów.  
Była aktywnym członkiem Polskiego Towarzystwa Botanicznego: sekretarzem generalnym (1978-1983), Członkiem Honorowym (1995-2023). Należała także do Warszawskiego Towarzystwa Naukowego (1983-2023). Od 2000 była członkiem Rady Redakcyjnej czasopisma Acta Physiologiae Plantarum.
Prywatnie żona Jana Romana Starcka.

## Badania naukowe
Tematyka badawcza dotyczy transportu i dystrybucji substancji pokarmowych, głównie fotoasymilatów, mineralnego odżywiania oraz fizjologii roślin poddanych niekorzystnym warunkom środowiska – stresom. Badała zmiany stosunku syntezy do hydrolizy sacharozy w liściach owsa oraz rolę boru i fosforu w transporcie cukrowców. Za pomocą izotopu 14C wykazała, że bor uczestniczy w mechanizmie transportu asymilatów tylko pośrednio i nie jest to wynikiem zmian w przepuszczalności błon plazmatycznych, zaś deficyt boru powoduje drastyczne hamowanie transportu floemowego. W studiach nad współzależnością między fotosyntezą i transportem floemowym oraz dynamiką wzrostu poszczególnych akceptorów fotoasymilatów w zróżnicowanych warunkach środowiska wykazała, że fitohormony biorą udział w aklimatyzacji roślin do niekorzystnych warunków środowiska, m.in. w wyniku regulacji transportu i dystrybucji asymilatów. Plastyczność wzorców dystrybucji polega na preferencji zaopatrzenie w substancje pokarmowe korzeni lub liści w celu zminimalizowania negatywnych skutków czynników stresowych: deficytu składników mineralnych, chłodu, zasolenia, niedostatecznego napromieniowania. Udowodniła, że zróżnicowanie wrażliwości na chłód u różnych odmian pomidorów w fazie owocowania uzależnione jest w dużym stopniu od aktywności systemu korzeniowego m.in. od poziomu odżywienia roślin fosforem i potasem. Opracowała i opatentowała sposób traktowania kwiatów pomidorów regulatorami wzrostu (kwasem α-naftoksyoctowym łącznie z gibreskolem (NOA + GA3)) w celu przyspieszenia zarówno zawiązywania jak i wzrostu owoców nawet w warunkach niedostatecznego oświetlenia roślin. Zwiększony plon był spowodowany zwiększonym transportem fotoasymilatów do owoców kosztem zaopatrzenia organów wegetatywnych. Wykazała znaczącą stymulację syntetycznej auksyny NOA i GA3 w tworzeniu tkanek przewodzących (głównie ksylemu i w mniejszym stopniu floemu) w osi kwiatostanowej i w szypułkach gron pomidora. W warunkach okresowego przegrzania lub chłodu intensywność fotosyntezy pomidorów drastycznie, lecz odwracalnie maleje; okres regeneracji po chłodzie jest uzależniony m.in. od odżywienia roślin głównie fosforem, azotem i potasem; przegrzanie powoduje zmiany w zawartości i rozmieszczeniu wapnia w miękiszu owoców. Zróżnicowana odporność odmian pomidora na chłód jest uzależniona od stopnia wzrostu biosyntezy ABA (kwas abscysynowy) w systemie korzeniowym po /lub w trakcie okresowego stresu termicznego i transportu tego hormonu do liści.

## Wybrane publikacje
Autorka i współautorka ok. 180 publikacji oryginalnych, przeglądowych, popularnonaukowych (łącznie ze streszczeniami publikowanych prezentacji na konferencjach i kongresach naukowych), podręczników, skryptów i monografii oraz 1 patentu.
Wybrane artykuły oryginalne
- Wpływ boru i fosforu na absorpcję i przemieszczanie sacharozy. „Acta Soc. Bot. Pol.” 1960, 29, s. 219-247
- Relation between translocation of 14C assymilates and growth rate of sunflower, lupine and bean plants. „Bull. de l”Acad. des Sci. s. Biol.” 1966, 14, s. 359-366
- The effect of several stress conditions and growth regulators on photosynthesis and translocation of assymilates in bean plant. „Acta Soc. Bot. Pol.” 1975, 44, s. 567-588 (wsp. R. Karwowska, E. Kraszewska)
- Source-sink relationships in radish plants. „Acta Soc. Bot. Pol.” 1976, 45, s. 477-493  (wsp. L. Ubysz)
- Photosynthesis and photosynthate distribution in potassium deficient radish plants treated with indolylo-3-acetic acid or gibberellic acid. „Photosythetica” 1980, 14, s. 497-505 (wsp. D. Chołuj, B. Szczepańska).
- Responsives of tomato plants to growth regulators dependent on light and temperature conditions. „J. Plant Physiol.” 1987, 128, s. 121-131 (wsp. E. Stahl, B. Witek-Czupryńska)
- Relationships between fruit growth and anatomical structures of pedicels in tomato plants treated with growth regulators. „Acta Physiol. Plant.” 1990, 12, s. 59-66 (wsp. Z. Ważyńska, O. Kucewicz, B. Witek-Czupryńska)
- Effect of heat stress on subcellular localisation of 45Ca in tomato fruits. „Acta Soc. Bot. Pol.” 1998, 67, s. 235-241[15] (wsp. G. Garbaczewska, D. Chołuj)
- The effect of drought hardening and chilling on ABA content in xylem sap and ABA delivery rate from root of tomato plants. „Acta Physiol. Plant.” 1998, 20, s. 41-48[16] (wsp. D. Chołuj, H. Gawrońska)
- Response of tomato plants to chilling stress in association with nutrient of phosphorus starvation. „Plant Soil” 2000, 226, s. 99-106[17] (wsp. B. Niemyska, J. Bogdan, R.N. Akour Tawalbeh)

Wybrane artykuły przeglądowe
- Niektóre aspekty zróżnicowania reakcji roślin na niekorzystne warunki środowiska - stare problemy, nowa interpretacja. „Zesz. Probl. Post. Nauk Roln.” 1999, 469, s. 145-158
- Role of conductive systems in the translocation of long-distance stress signals. „Acta Physiol. Plant.” 2006, 28, s. 289-301
- Funkcja tkanek przewodzących: zaopatrzenie w substancje pokarmowe i udział w koordynacji procesów w roślinach. „Kosmos” 2008, 57, s. 67-83
- Dystrybucja fotoasymilatów kluczowym procesem determinującym plon. „Post. Nauk Roln.” 2009, 338, 2, s. 51-69
- Wpływ warunków stresowych na koordynację wytwarzania i dystrybucji fotoasymilatów. „Post. Nauk Roln.” 2010, 341, 1 s. 9-26
- Roślina in vivo – kunszt funkcjonalności wzorowanej na procesach zachodzących u zwierząt. „Wiad. Botan.” 2011, 55, 1-2, s. 5-21
- Fizjologia roślin: jak było wczoraj, jak jest dziś, a co przyniesie jutro? „Kosmos” 2014, 63, 4, s. 569-589

Ważniejsze podręczniki i monografie naukowe
- Powszedni dzień roślin. Wiedza Powszechna Warszawa 1960
- Hormony roślinne. Wiedza Powszechna Warszawa 1961 (wsp. T. Wodzicki)
- Fizjologiczne reakcje roślin na niekorzystne czynniki środowiska. Wydawnictwo SGGW Warszawa 1993, 1995 (wsp. D. Chołuj, B. Niemyska)
- Transport i dystrybucja substancji pokarmowych w roślinach. Wydawnictwo SGGW Warszawa 2003
- Fizjologia roślin sadowniczych (wsp.). Red. Jankiewicz L. PWN Warszawa 1984
- Fizjologia roślin sadowniczych strefy umiarkowanej (wsp.). T I. Red. Jankiewicz L.S., Lipecki J. PWN Warszawa 2011
- Podstawy fizjologii roślin (wsp.). Red. Kopcewicz J., Lewak S. PWN Warszawa 1998
- Fizjologia roślin (wsp.) Red. Kopcewicz J., Lewak S. PWN Warszawa 2002
- Fizjologia plonowania roślin (wsp.). Red. Górecki R.J., Grzesiuk S. Wyd. Uniw. Warmińsko-Mazurskiego Olsztyn 2002

## Odznaczenia i najważniejsze nagrody
- Krzyż Kawalerski Orderu Odrodzenia Polski (1975)
- Medal Komisji Edukacji Narodowej (1976)
- Złoty Krzyż Zasługi (1973)
- Medal prof. B. Hryniewieckiego za upowszechnianie wiedzy botanicznej (1995)
- Medal Dr J. L. Holubego, przyznany przez Słowackie Towarzystwo Botaniczne  (1999)
- Nagroda zespołowa Min. Energetyki i Energii Atomowej Państwowej Rady ds. Wykorzystania Energii Atomowej (1977)